# Berliner Symphoniker
I Berliner Symphoniker (orchestra sinfonica di Berlino) sono un'orchestra sinfonica di Berlino, in Germania.
L'orchestra iniziò l'attività il 1º settembre 1967 col nome Symphonisches Orchester Berlin. Nel 1990 il nome cambiò in Berliner Symphoniker.
L'orchestra non deve essere confusa con la precedente Berliner Symphoniker di Berlino Est, che venne fondata nel 1950 e terminò l'attività negli anni 1980, e nemmeno con la Berliner Sinfonie-Orchester di Berlino Est, che nel 2006 è stata rinominata Konzerthausorchester Berlin.

## Storia
Dal 1967 al 1990 l'orchestra si chiamò Symphonisches Orchester Berlin (SOB). Ebbe origine dalla fusione di due orchestre indipendenti, la Berliner Symphonisches Orchester (fondata nel 1949) e la Deutsches Symphonieorchester.
La Symphonisches Orchester Berlin eseguiva circa 60 concerti all'anno a Berlino e in altre località. Il primo direttore principale fu Carl August Bünte fino al 1973. Tra i suoi successori vi furono Theodore Bloomfield, Daniel Nazareth and Alun Francis.

### Tournée significative
- 1996: Brasile
- 1998 – 2000: Stati Uniti, Egitto, Regno Unito, Spagna, Svizzera, Italia
- 2001: Italia, Regno Unito, Sudamerica
- 2002: Giappone
- 2004: Giappone, Ungheria, Repubblica Ceca, Francoforte
- 2005: Corea del Sud, Cina, Svizzera, Italia, Grecia
- 2006: Spagna, Svizzera
- 2007: Argentina (Buenos Aires; Festival Internazionale di Ushuaia), Italia, Giappone, Cina
- 2008: Festival di Maiorca, Giappone, Cina